# Scott Glenn
Pour les articles homonymes, voir Glenn.
 (juillet 2023).
Si vous disposez d'ouvrages ou d'articles de référence ou si vous connaissez des sites web de qualité traitant du thème abordé ici, merci de compléter l'article en donnant les références utiles à sa vérifiabilité et en les liant à la section « Notes et références ».
Scott Glenn [skɔt ɡlɛn] est un acteur américain né le 26 janvier 1941 à Pittsburgh.
Il est surtout connu pour son rôle du capitaine Richard Colby dans le film Apocalypse Now (1979) de Francis Ford Coppola et celui de l'astronaute Alan Shepard dans le film L'Étoffe des héros (1983) de Philip Kaufman.

## Biographie

### Jeunesse et formation
Theodore Scott Glenn naît à Pittsburgh en Pennsylvanie. Il est le fils d'Elizabeth et de Theodore Glenn, un homme d'affaires. Il est d'origine irlandaise et autochtone.
Son enfance est marquée par la scarlatine, qui aurait dû le laisser boiteux. Sa détermination lui permet d'en sortir sans séquelle[réf. souhaitée] Après avoir été diplômé de la Pittsburgh High School, il entre au prestigieux Collège de William et Mary.
Après la faculté, Scott Glenn s'engage pendant trois ans dans le Corps des Marines. Il devient ensuite reporter criminel au Kenosha Evening News pendant cinq mois. Il tente de devenir écrivain mais peine à écrire de bons dialogues. Pour s'améliorer, il décide de prendre des cours de théâtre à New York, où naît sa vocation d'acteur et où il découvre les arts martiaux.

### Carrière
En 1965, il fait ses débuts à Broadway dans The Impossible Years. En 1966, il rejoint le George Morrison (acting teacher) (en) Studio et intègre l’Actors Studio.
Après des passages dans des séries télévisées et au théâtre, le réalisateur James Bridges lui offre son premier rôle au cinéma dans The Baby Maker en 1970. Il s'installe à Los Angeles, mais n'apprécie pas du tout la vie californienne.
Bien qu'il côtoie ensuite de grands réalisateurs comme Robert Altman (Nashville, 1975) ou Francis Ford Coppola (Apocalypse Now, 1979), sa carrière ne démarre pas vraiment. Pendant le tournage d'Apocalypse Now, il passe plusieurs semaines aux Philippines et s'intègre à la tribu des Ifugao. Dans le film de Coppola, il incarnait le capitaine Colby, envoyé par la CIA, avant le capitaine Willard, pour tuer le colonel Kurtz, mais qui se rallie à sa cause. On ne le voit seulement que dans deux plans dans le film, dont l'un lors de l'arrivée de Willard au camp de Kurtz.
En 1978, il quitte la Californie et se retire avec sa famille dans l'Idaho. Il oublie le métier d'acteur et devient barman. Deux ans plus tard, James Bridges le recontacte pour le drame Urban Cowboy où il interprète Wes, le rival de John Travolta. Scott Glenn obtient alors la reconnaissance du public et de ses pairs.
Il multiplie alors les tournages et les genres : l'épouvante avec La Forteresse noire de Michael Mann (1983), le western avec Silverado de Lawrence Kasdan (1985) ou encore des drames comme L'Étoffe des héros de Philip Kaufman (1983) (où il incarne l'astronaute Alan Shepard) ou La Rivière de Mark Rydell (1984).
En 1987, Élie Chouraqui lui offre le premier rôle de son film Man on Fire. Le rôle sera repris par Denzel Washington dans le remake américain du même nom de Tony Scott, en 2004.
Au début des années 90, il joue dans de grosses productions comme À la poursuite d'Octobre Rouge de John McTiernan (1990) et surtout dans Le Silence des agneaux de Jonathan Demme (1991), où il incarne Jack Crawford, un profiler du FBI. Il continue dans le même registre avec Backdraft de Ron Howard (1991), Les Pleins Pouvoirs de Clint Eastwood (1997) et Vertical Limit de Martin Campbell (2000).
Souvent abonné aux seconds rôles, il alterne entre blockbusters et films indépendants : Virgin Suicides de Sofia Coppola (1999), Training Day d'Antoine Fuqua (2001), Écrire pour exister de Richard LaGravenese (2007), La Vengeance dans la peau de Paul Greengrass (2007).
En 2008, Oliver Stone lui confie le rôle de Donald Rumsfeld (secrétaire à la Défense de 2001 à 2006) pour W. : L'Improbable Président, film biographique sur l'ascension au pouvoir de George W. Bush, joué par Josh Brolin.

### Vie privée
En 1968, il se marie à Carol Schwartz avec laquelle il a deux filles : Dakota Ann Glenn, femme de lettres, et Rio Elizabeth Glenn, actrice. Il vit dans l'Idaho, avec sa femme, où il a emménagé peu après le tournage d'Apocalypse Now.

## Filmographie

### Cinéma
- 1970 : The Baby Maker de James Bridges : Tad Jacks
- 1971 : Angels Hard as They Come de Joe Viola : Long John
- 1973 : Hex de Leo Garen : Jimbang
- 1975 : Nashville de Robert Altman : soldat première classe Glenn Kelly
- 1976 : Colère froide (Fighting Mad) de Jonathan Demme : Charlie Hunter
- 1979 : Apocalypse Now de Francis Ford Coppola : Lieutenant Richard M. Colby
- 1979 : American Graffiti, la suite (More American Graffiti) de Bill L. Norton : Newt
- 1980 : Urban Cowboy de James Bridges : Wes
- 1981 : Winchester et jupons courts (Cattle Annie and Little Britches) de Lamont Johnson : Bill Dalton
- 1982 : À armes égales (The Challenge) de John Frankenheimer : Rick
- 1982 : Personal Best de Robert Towne : Terry Tingloff
- 1983 : L'Étoffe des héros (The Right Stuff) de Philip Kaufman : Alan Shepard
- 1983 : La Forteresse noire (The Keep) de Michael Mann : Glaeken Trismegestus
- 1984 : La Rivière (The River) de Mark Rydell : Joe Wade
- 1985 : Silverado de Lawrence Kasdan : Emmett
- 1985 : Les Oies sauvages 2 (Wild Geese II) de Peter Roger Hunt : John Haddad
- 1987 : Man on Fire d'Élie Chouraqui : Creasy
- 1988 : Saigon, l'enfer pour deux flics (Off Limits) de Christopher Crowe : colonel Dexter Armstrong
- 1988 : Miss Firecracker de Thomas Schlamme : Mac Sam
- 1990 : À la poursuite d'Octobre rouge (The Hunt for Red October) de John McTiernan : commandant Bart Mancuso
- 1991 : Le Silence des agneaux (The Silence of the Lambs) de Jonathan Demme : Jack Crawford
- 1991 : Backdraft de Ron Howard : John « Axe » Adcox
- 1992 : The Player de Robert Altman : lui-même
- 1993 : Le Triomphe des innocents (Slaughter of the Innocents) de James Glickenhaus : Stephen Broderick
- 1993 : Extreme Justice de Mark L. Lester : détective Dan Vaughn
- 1994 : Chasseur de l'ombre (Shadowhunter) de Joseph S. Cardone : policier John Cain
- 1995 : Désigné pour tuer (Night of the Running Man) de Mark L. Lester : David Eckhart
- 1996 : À l'épreuve du feu (Courage Under Fire) d'Edward Zwick : Gartner
- 1996 : Carla's Song de Ken Loach : Bradley
- 1997 : Les Pleins Pouvoirs (Absolute Power) de Clint Eastwood : Bill Burton
- 1998 : Tempête de feu (Firestorm) de Dean Semler : Wynt Perkins
- 1999 : Virgin Suicides (The Virgin Suicides) de Sofia Coppola : père Moody
- 1999 : À contre-courant (The Last Marshal) de Mike Kirton : Cole
- 2000 : Vertical Limit de Martin Campbell : Montgomery Wick
- 2001 : Training Day d'Antoine Fuqua : Roger
- 2001 : Buffalo Soldiers de Gregor Jordan : sergent Lee
- 2001 : Terre Neuve (The Shipping News) de Lasse Hallström : Jack Buggit
- 2004 : Puerto Vallarta Squeeze d'Arthur Allan Seidelman : Clayton Price
- 2006 : Voyage jusqu'au bout de la nuit (Journey to the End of the Night) d'Eric Eason (en) : Sinatra
- 2007 : Écrire pour exister (Freedom Writers) de Richard LaGravenese : Steve Gruwell
- 2007 : La Vengeance dans la peau (The Bourne Ultimatum) de Paul Greengrass : Ezra Kramer
- 2008 : Camille de Gregory Mackenzie : shérif Foster
- 2008 : Surfer, Dude de S.R. Bindler : Alister Greenbough
- 2008 : W. : L'Improbable Président (W.) d'Oliver Stone : Donald Rumsfeld
- 2009 : Nos nuits à Rodanthe (Nights in Rodanthe) de George C. Wolfe : Robert Torrelson
- 2010 : Secretariat de Randall Wallace : Chris Chenery
- 2010 : Magic Valley de Jaffe Zinn : Ed Halfner
- 2011 : Sucker Punch de Zack Snyder : Wise man
- 2012 : The Paperboy de Lee Daniels : W.W. James, le directeur du Moat County Tribune
- 2012 : Jason Bourne : L'Héritage (The Bourne Legacy) de Tony Gilroy : Ezra Kramer
- 2014 : The Barber de Basel Owies : Eugene van Wingerdt
- 2020 : Greenland de Ric Roman Waugh : Dale
- 2023 : The Hill de Jeff Celentano : Red Murff

### Télévision
- 1965 : The Patty Duke Show (série télévisée) : Harry / Un serveur
- 1966 : Hawk, l'oiseau de nuit (série télévisée) : Hal Currin
- 1967 : NYPD (série télévisée) : Roddy
- 1969 : The Edge of Night (série télévisée) : Calvin Brenner
- 1971 : The Young Lawyers (série télévisée) : Nick
- 1971 et 1973 : L'Homme de fer (Ironside) (série télévisée) : Lonnie Burnett / Frank Lenox
- 1972 : Gargoyles (téléfilm) : James Reeger
- 1972 : Le Sixième Sens (The Sixth Sense) (série télévisée) : Mark Hall
- 1973 : Emergency! (série télévisée) : Forklift Driver
- 1975 : Baretta (série télévisée) : Dave
- 1986 : Les Derniers jours (As Summers Die) (téléfilm) : Willie Croft
- 1988 : Intrigue (téléfilm) : Crawford
- 1989 : The Outside Woman de Lou Antonio (téléfilm) : Jesse Smith
- 1993 : Shadowhunter (téléfilm) : John Cain
- 1994 : Past Tense (téléfilm) : Gene Ralston
- 1998 : Naked City: Justice with a Bullet (téléfilm) : Sgt. Daniel Muldoon
- 1998 : Naked City: A Killer Christmas (en) (téléfilm) : Sgt. Daniel Muldoon
- 2001 : La légende des selkies (The Seventh Stream) (téléfilm) : Owen Quinn
- 2003 : A Painted House (téléfilm) : Eli 'Pappy' Chandler
- 2003 : American Experience (téléfilm) : le narrateur (voix)
- 2004 : Homeland Security (téléfilm) : Joe Johnson
- 2005 : Code Breakers (téléfilm) : Coach Earl « Red » Blaik
- 2005 : Faith of my Fathers (téléfilm) : Jack McCain
- 2005 : La Rose noire (Gone but Not Forgotten) (téléfilm) : Martin Darius/Peter Lake
- 2008 : Monk (série télévisée) : shériff Rollins
- 2014-2017 : The Leftovers (saison 1 - 3 épisodes) : Kevin Garvey, Sr. (récurrent saison 1, invité saison 2)
- 2015 : Piégés (Into the Grizzly Maze) de David Hackl (téléfilm) : Sully
- 2015-2016 : Daredevil (série télévisée) : Stick
- 2017 : The Defenders (série télévisée) : Stick
- 2018 : Castle Rock (série télévisée) : Alan Pangborn
- 2025 : The White Lotus saison 3 : HBO : Jim Hollinger

## Voix françaises
- Bernard Tiphaine dans :
  - Training Day
  - Écrire pour exister
  - W. : L'Improbable Président
  - Sucker Punch
  - Paperboy
  - The Leftovers (série télévisée)
- Jean Barney[6] dans :
  - Saigon, l'enfer pour deux flics
  - À la poursuite d'Octobre rouge
  - La Vengeance dans la peau
  - Jason Bourne : L'Héritage
- Pierre Hatet dans :
  - Man on Fire
  - Le Silence des agneaux
  - Vertical Limit
- Philippe Dumond[6] dans :
  - L'Intouchable
  - Buffalo Soldiers
  - The White Lotus (série télévisée)
- Georges Claisse dans (les séries télévisées) : 
  - Daredevil
  - The Defenders
  - Castle Rock
- Marc de Georgi dans :
  - L'Étoffe des héros
  - La Rivière
- Alain Dorval dans :
  - Silverado
  - Tempête de feu
- Mario Santini dans :
  - Backdraft
  - À l'épreuve du feu
- Saïd Amadis dans :
  - Les Pleins Pouvoirs
  - Terre Neuve

Et aussi
- Jean-Pierre Leroux dans American Graffiti, la suite
- Richard Darbois dans À armes égales
- Jean-François Poron dans La Forteresse noire
- Gérard Berner dans Les Oies sauvages 2
- Thierry Mercier dans Les Légendes de l'Ouest
- Joseph Falcucci dans À contre-courant
- Jean-Bernard Guillard dans Bad Monkey (série télévisée)